# Arnold Freymuth
Arnold Freymuth (* 28. November 1872 in Mehlauken; † 14. Juli 1933 in Paris) war juristischer Autor, republikanisch orientierter Richter hohen Ranges, sozialdemokratischer Politiker und Menschenrechtsaktivist.

## Leben und Wirken
Freymuth stammte aus bürgerlichem Elternhaus mit jüdischen Wurzeln und studierte Rechtswissenschaften. Bereits früh war er mit Antisemitismus an der Universität in Berührung gekommen. Als Mitglied der Königsberger Burschenschaft Gothia (1892) setzte er sich vergeblich gegen die Ausgrenzung jüdischer Studenten ein.
Im Jahr 1902 nach dem Ende seiner Zeit als Gerichtsassessor heiratete er. Zwischen 1902 und 1906 war Freymuth Amtsrichter in Vandsburg, danach bis 1911 Landrichter in Konitz und danach, unterbrochen vom Kriegsdienst zwischen 1914 und 1916, Oberlandesgerichtsrat in Hamm. Während seiner Zeit an der Front wurde Freymuth zum Pazifisten.
Während der Novemberrevolution war Freymuth in Hamm stellvertretender Vorsitzender des örtlichen Arbeiter- und Soldatenrates sowie von März 1919 an Stadtverordneter. Noch im Jahr 1918 wurde er Mitglied der SPD. Im Jahr 1920 ging er als Kammergerichtsrat nach Berlin. Außerdem war Freymuth zwischen 1919 und 1921 Mitglied der verfassunggebenden Preußischen Landesversammlung sowie seit 1919 als Abgeordneter des Preußischen Landtages. Am 15. Oktober 1919 wurde Freymuth zum „parlamentarischen“ Unterstaatssekretär im preußischen Justizministerium berufen (ein Titel, der ab dem 1. Juli 1920 „parlamentarischer“ Staatssekretär lautete). Als Teil der preußischen Regierung war Freymuth in den Jahren 1920 und 1921 Mitglied des Reichsrates. Freymuth war ein unabhängiger Geist. So stellte er sich gegen die damaligen Beschlüsse seiner Partei, Richter direkt vom Volk wählen zu lassen. Stattdessen setzte er sich für die Unabhängigkeit der Stellung der Richter ein. Er kam auch in anderen Fragen in Konflikt mit seiner Partei. Daher stellte sie ihn nicht als Kandidaten für den Reichstag auf und nominierte ihn nicht mehr als Kandidaten für den Landtag.
Im Frühjahr 1921 wurde Freymuth als Richter an das preußische oberste Gericht, das Kammergericht, abgeordnet. 1923 avancierte er zum Senatspräsidenten am Kammergericht. Weil er sich auch in dieser Position, wie in den Jahren zuvor, öffentlich weiter gegen antirepublikanische Tendenzen in der Justiz wandte und sich auch zur geheimen Schwarzen Reichswehr äußerte, wurde auf Veranlassung von Reichswehrminister Otto Geßler ein Verfahren gegen ihn eingeleitet. Daraufhin ging Freymuth, dem es gesundheitlich schlecht ging, in den Ruhestand.
Seit 1926 lebte Freymuth als Autor in Berlin. Er war seit 1923 Mitglied des Republikanischen Richterbundes. Zwischen 1924 und 1926 war er Mitglied im Bundesvorstand der Deutschen Liga für Menschenrechte sowie seit 1924 im Reichsausschuss des Reichsbanners Schwarz-Rot-Gold. 1924/25 war Freymuth Mitglied der Geschäftsleitung der Deutschen Friedensgesellschaft und zwischen 1930 und 1933 Vorsitzender des deutschen Friedensbundes.
Daneben war Freymuth Autor zahlreicher juristischer Aufsätze und Schriften. Er war unter anderem Mitherausgeber des in zahlreichen Auflagen erschienenen Freymuth/Kamnitzer/Rosenthal: Kommentar zum bürgerlichen Gesetzbuch. Im Jahr 1931 erschien der Kommentar in seiner 13. Auflage.
Nach dem Beginn der nationalsozialistischen Herrschaft ging Freymuth ins Exil zunächst in die Schweiz, dann nach Frankreich, wo er sich 1933 zusammen mit seiner Frau das Leben nahm.
In Hamm gründete die Arbeitsgemeinschaft sozialdemokratischer Juristen 1992 eine Arnold-Freymuth-Gesellschaft, die sich der juristischen Zeitgeschichte widmet und Initiativen zur Verteidigung der Grundrechte sowie zum Ausbau des sozialen Rechtsstaates fördert; sie verleiht einen Arnold-Freymuth-Preis. Im Jahr 2012 wurde die erste Sekundarschule der Stadt Hamm nach Arnold Freymuth benannt.

## Schriften
- Hrsg. Arnold Freymuth; Bernhard Kamnitzer Bürgerliches Gesetzbuch – Gemeinverständlich erläutert unter besonderen Berücksichtigung der Rechtsverhältnisse des täglichen Lebens. Redaktion Heinrich Rosenthal. C. Heymann, Berlin 1931, 13. Auflage.
- Was ist Landesverrat? Eine Skizze. Greifenverlag, Rudolstadt. 1929. Gesamttitel: Deutsche Rechtsnot; H. 2.
- Das Fechenbach-Urteil. Eine Untersuchung, im Auftrag des Republikanischen Richterbundes veranstaltet. Mit einem Vorwort von Friedrich Thimme. Verlag d. Neuen Gesellschaft, Berlin 1928. (Eine Abhandlung über den Justizskandal im Zusammenhang mit Felix Fechenbach, der in einem politischen Schauprozess 1922 wegen angeblichen Landesverrats zu 11 Jahren Zuchthaus verurteilt worden war.)
- Fürstenenteignung – Volksrecht. Mit einem Vorw. von  Robert René Kuczynski,  Reichsausschuss f. Fürstenenteignung. Berlin 1926.
- Der Fall Wandt. (Ein Landesverratsprozeß). In Friedens-Warte 25 (1925) S. 162–165.
- Mit Emil Julius Gumbel: Verschwörer – Beiträge zur Geschichte und  Soziologie der deutschen nationalistischen Geheimbünde seit 1918. Mit einem Vorwort von A. Freymuth. Malik, Berlin 1924.
- Mitarbeit an Gerhart Pohl: Deutscher Justizmord – Das juristische und politische Material zum Fall Fechenbach zugleich die Antwort der deutschen Intellektuellen an die deutsche Republik. Mit juristischen Feststellungen von Arnold Freymuth, Friedrich Kitzinger, Eduard Kohlrausch u. a. und Beiträgen von Johannes R. Becher; Otto Flake; Friedrich Wilhelm Foerster. Nachtrag René Payot, Verlag Erich Oldenburg, Leipzig 1924.
- Kriegsrecht und Kriegssteuern : Gemeinverständliche Darstellung d. wichtigeren Kriegsgesetze, Kriegsverordnungen, Kriegssteuergesetze ....Oefler, Berlin 1915.
- Kriegsrecht : Gemeinverständliche Darstellung der wichtigeren Kriegsgesetze und Kriegsverordnungen. Oefler, Berlin 1916.